# Tío Vivo
Tío Vivo va ser una coneguda revista de còmic d'humor que va començar a publicar-se el 1957 i va desaparèixer el 1981. Als seus inicis la revista estava enfocada a un públic adult. La primera etapa la va publicar Crisol i produïda per DER (Dibuixants i Editors Reunits). En una segona etapa de l'edició se n'encarregà l'Editorial Bruguera. El nom de la revista fa referència a un "home viu", i no pas a un carrussel de fira, com a vegades s'interpreta.

## Trajectòria
La història de Tío Vivo comença sent l'aventura empresarial d'un grup de cinc dibuixants de l'Editorial Bruguera format per Josep Escobar, José Peñarroya, Carlos Conti, Guillem Cifré i Eugeni Giner. Els autors, sentint-se explotats i desitjant poder controlar els drets sobre les seves obres, van crear el 1957 la cooperativa D.E.R. (Dibuixants i Editors Reunits) amb l'objectiu de publicar una revista de còmic dirigida a un públic adult. Inspirant-se en la revista argentina Rico Tipo, D.E.R. comença aquell mateix any de 1957 a publicar la revista Tío Vivo. Carlos Conti va ser el director artístic de la nova editorial. Impossibilitats de continuar amb els personatges que havien creat en els deu anys anteriors per a Bruguera, els dibuixants es van veure obligats a crear-ne de nous.
Amb una maquetació molt reeixida la publicació estava feta a semblança d'altres revistes d'humor per adults. Al contingut de la revista hi havia diverses seccions literàries i les acompanyaven amb tires còmiques i acudits per tal de fer-la més amena. A l'inici de la publicació les sèries de còmic predominants varen ser les dibuixades pels cinc dibuixants promotors de la revista. Conti, va reconvertir un personatge que havia publicat a la revista DDT i la va titular Tarúguez i Cia. Cifre va dibuixar un personatge anomenat Golondrino Perez, era solter, romàntic i amb una gran facilitat per enamorar-se. Amb Blasa, Portera de su casa, Escobar tractava el tema dels llogaters. La familia Pi, era una sèrie ambientada a l'àmbit de la família i la dibuixava Peñarroya. Lolita i Enrique se van a casar, que com diu el seu títol eren una parella que estaven a punt de casar-se, l'autor n'era Giner.
Així, sorgeixen les sèries Blasa, portera de su casa, El mago Assieres i El profesor Tenebro, d'Escobar; Golondrino Pérez, Rosalía i El mago Megatón, de Cifré; La familia Pi, de Peñarroya; Lolita y Enrique se van a casar, de Giner; i El caco Bonifacio, d'Enrich. El 1958, Enrich substitueix Conti com a director artístic, i els cinc cooperativistes de D.E.R. deixen de publicar les seves creacions en favor d'altres dibuixants, com el mateix Enrich, Gin, Nadal o Raf. Arribat el número 146 de la publicació, el 1960, Tio Vivo és adquirida per Bruguera, que la continua publicant fins al número 181 fins que el 1961, iniciant una nova etapa de la revista, Bruguera reinicia la numeració.
La nova etapa de Tío Vivo, sota el control de Bruguera, es prolongarà fins al 1981, amb un total de 1042 números. Continuen la majoria d'autors i personatges de l'època anterior, a qui se'n van afegint d'altres, com Segura, autor de Los señores de Alcorcón y el holgazán de Pepón, i, sobretot, Francisco Ibáñez, que contribuirà a la revista amb algunes de les seves creacions més importants, com 13, Rue del Percebe o Rompetechos. També tornen a publicar-se en aquesta segona etapa algunes sèries d'Escobar, Peñarroya, Conti i Cifré pertanyents a la primera època de Tío Vivo.